# Last Vote
Last Vote – szwajcarski zespół post-rockowy, który został założony wiosną 2002 przez Dominika Fischera, Romana Steinera, Hansmartina Hehrmanna oraz Christiana Dilla. Jesienią 2004 wiolonczelista Tilo Herlach został najnowszym członkiem grupy Last Vote.

## Członkowie
- Dominik Fischer (gitara)
- Roman Steiner (gitara, wokal)
- Hansmartin Jehrmann (gitara basowa)
- Christian Dill (perkusja, sampler)
- Tilo Herlach (wiolonczela)

## Dyskografia
- JFK Sampler (2003)
- Rise and Fall (2004)
- Pottwalplatte (2006)
- There is sound (2007)